# Gédéon Kalulu
Gédéon Kalulu Kyatengwa (* 29. August 1997 in Lyon, Frankreich) ist ein kongolesisch-französischer Fußballspieler. Der rechte Verteidiger steht seit 2022 beim FC Lorient unter Vertrag.

## Karriere

### Verein
Kalulu begann seine Karriere in den Jugendabteilungen von CO Saint-Fons und Olympique Lyon. 2014 kam er erstmals für die zweite Mannschaft Lyons zum Einsatz. Da in den nächsten vier Jahren keine einzige Nominierung für den Kader der ersten Mannschaft folgte, entschloss sich der Spieler im August 2018 zu einer Leihe zum Drittligisten FC Bourg-Péronnas. Dort stand er zu Beginn und in der Mitte der Saison häufig in der Startelf und konnte so 19 Ligaspiele absolvieren. Durch die Leihe wurden auch andere Vereine auf den Verteidiger aufmerksam, weshalb er nach Ablauf der vereinbarten Leihdauer nicht nach Lyon zurückkehrte, sondern zum AC Ajaccio in die Ligue 2 wechselte. Auf Korsika war der Kongolese schnell auf der rechten Verteidigerposition gesetzt und absolvierte in seiner ersten Spielzeit 19 der 27 möglichen Ligaspiele. Die nächste Saison begann für ihn zunächst leicht wechselhaft, bevor er ab dem elften Spieltag in jeder Partie der Ligue 2 in der Startelf stand und bis auf Ausnahme einer verletzungsbedingten Auswechslung in der Nachspielzeit der zweiten Halbzeit am letzten Spieltag auch jede Partie über die volle Spielzeit bestritt. In der Saison 2021/22 erhielt der Spieler häufiger Pausen, stand aber letztendlich trotzdem bei 32 Ligaeinsätzen. Im Juli 2022 verließ er die zweite Liga und wechselte in die höchste französische Spielklasse zum FC Lorient. Hier war er unmittelbar gesetzt.

### Nationalmannschaft
Kalulu debütierte im Oktober 2020 im Rahmen eines Freundschaftsspiels gegen Marokko für die A-Nationalmannschaft der Demokratischen Republik Kongo. Mit der Mannschaft nahm er am Afrika-Cup 2024 teil und belegte dort den vierten Platz, wobei er sechs der sieben Spiele jeweils über die volle Spielzeit bestritt.

## Familie
Seine Brüder Pierre Kalulu und Aldo Kalulu sind ebenfalls Profifußballer.